# Ein starkes Team: Der letzte Kampf
Der letzte Kampf ist ein deutscher Fernsehfilm von Jakob Schäuffelen aus dem Jahr 1999. Es handelt sich um die 11. Folge der Krimiserie Ein starkes Team mit Maja Maranow und Florian Martens in den Hauptrollen.

## Handlung
Berlin steht vor einem großen Ereignis des Box-Sports. Weltmeister Roger Heinz gibt seine Abschiedsvorstellung gegen den Herausforderer Mikael Teiszewitsch, den neuen Schützling seines Managers Kaiser. Ex-Hobbyboxer Otto ist stolzer Besitzer von zwei VIP-Karten für den Kampf. Sitzplätze in der besten Reihe und Teilnahme an der anschließenden Party. Das könnte ein perfekter Abend werden, wäre da nicht SEK-Leiter Reddemann. Das SEK ermittelt schon länger erfolglos gegen Manager Kaiser, um ihn des organisierten Schmuggels gestohlener Kunstwerke aus der Ukraine zu überführen. Reddemann sieht die VIP-Party als große Chance, um undercover in Kaisers direkter Umgebung zu ermitteln. Zähneknirschend nimmt Otto also Verena als Begleiterin mit in die Arena, obwohl die vom Boxen keine Ahnung hat. Im SEK ahnt niemand, dass Kaiser auch als Box-Manager illegale Mittel anwendet, um seinen Reichtum zu mehren. Er möchte gerne Teiszewitsch als neuen Weltmeister sehen, um über Werbeeinnahmen Millionen zu verdienen. Er bietet Heinz eine große Summe an, damit der Teiszewitsch den Sieg überlässt. Um auf Nummer sicher zu gehen, lässt er auch noch Heinz’ Wasserflasche mit einem betäubenden Medikament impfen. All das kann aber nicht dessen Siegeswillen brechen. Teiszewitsch geht in der vierten Runde k.o. zu Boden. Auf der Party muss Kaiser sich sehr anstrengen, um Freude über Heinz` Sieg zu heucheln. Dann taucht auch noch ungebeten Heinz` Schwiegervater Busch auf, offenbar angetrunken und gereizt. Heinz hat vor Jahren im mittelmäßigen „Box-Klub Busch“ trainiert, ist aber bald zum viel qualifizierteren Trainer Semper und dessen „Boxtempel“ gewechselt. Busch hat diese Schlappe nie verkraftet und sich dem Alkohol ergeben. Auch heute beruhigt er sich rasch nach ein paar Martinis an der Bar. Auf dem Weg zum Waschraum beobachtet Verena zufällig, wie zwei verdächtige Gestalten Heinz mit vorgehaltener Waffe nach draußen führen. Mit ihrer Kampferfahrung kann sie die schrägen Vögel in die Flucht schlagen. Heinz verlässt die Party wenig später und wird dann, zum allgemeinen Entsetzen, erschossen in der Tiefgarage aufgefunden. Ein Fall für die Kripo, aber kein Grund für Verena und Otto, nicht ebenfalls ein Auge auf diesen Mordfall zu haben. Als Yüksel in einem noblen Hotel, als vorgeblicher Vermittler für einen reichen Kunstsammler, Kontakt zu Kaiser aufnimmt, tauchen auch die beiden „schrägen Vögel“ wieder auf; sie sind Kaisers Handlanger fürs Grobe. Für die Mordzeit haben sie aber ein sicheres Alibi. Der nächste Verdächtige ist Heinz` letzter Trainer Semper. Der gesteht zwar, dass er das Medikament in die Wasserflasche gegeben hat, aber auch er hat ein klares Alibi für die Tatzeit. Dann überschneiden sich die Ereignisse: Reddemann beobachtet mit dem übrigen Team die Übergabe der gestohlenen Kunstwerke in einer leerstehenden Industriehalle. Kaiser und sein ukrainischer Komplize können auf frischer Tat festgenommen werden. Verena und Otto sind gleichzeitig auf dem Weg zum letzten noch verbliebenen Verdächtigen unter den Partygästen. Als sie im „Box-Klub Busch“ eintreffen, fällt ihnen sofort der Geruch nach Gas auf. Busch will, offenbar völlig verzweifelt, seinen Laden in die Luft sprengen. Mit einem Feuerzeug in der Hand erzählt er den beiden die wahren Ereignisse in der Tiefgarage. Busch hatte geplant, sich vor Heinz` Augen selbst zu erschießen. Als Heinz versuchte, seinem Schwiegervater die Waffe zu entreißen, löste sich versehentlich der verhängnisvolle Schuss. Jetzt ist Busch nicht mehr von seinem Selbstmord abzubringen. Verena und Otto können nur sich selbst in letzter Sekunde retten, während der Box-Klub hinter ihnen spektakulär in die Luft fliegt.

## Drehorte (Auswahl)
- Der Boxkampf fand im Stage Theater am Potsdamer Platz statt
- Der „Box-Klub Busch“ wurde in der Diercksenstraße im U-Bahn-Bogen Nummer 90 gedreht
- Der „Box-Tempel Semper“ war in der Lehderstraße 4
- Yüksel wohnte undercover im Hilton, Mohrenstraße 30
- Die Übergabe der Kunstwerke fand in der Arena Berlin statt
- Sputnik’s Nobelrestaurant war das „Ganymed“, Schiffbauerdamm 5

## Hintergrund
Der letzte Kampf wurde in Berlin gedreht und am 10. April 1999 um 20:15 Uhr im ZDF erstausgestrahlt. Der Profiboxer Axel Schulz hat seine erste Gastrolle in einem Fernsehfilm.
Sputnik, dessen Rolle in der Serie als ein Running Gag angelegt ist, betreibt in dieser Folge ein Nobel-Restaurant an der Spree. Verena und Otto können aus der Küche heraus heimlich Kaiser beobachten, der hier mit seinem ukrainischen Kontaktmann speist.

## Kritik
Die Kritiker der Fernsehzeitschrift TV Spielfilm meinen: „Axel Schulz beweist in dem humorigen Krimi, dass er zum Boxen und nicht zum Schauspielern geboren wurde.“ Fazit dieser Folge, sie ist: „Ist kein Triumph der Reihe, aber unterhaltsam.“